# Галимуллина, Раиса Галиевна
Раиса Галиевна Галимуллина (7 мая 1931, Каракол, Киргизская АССР — 6 сентября 2000, Уфа) — певица (лирико-колоратурное сопрано), педагог, народная артистка Башкирской АССР (1974), профессор (1995).

## Биография
Раиса Галиевна Галимуллина родилась 7 мая 1931 года в городе Каракол.
В 1954 году окончила Московскую государственную консерваторию имени П. И. Чайковского в классе Е. В. Кузьминой. С этого же года была солисткой Башкирского театра оперы и балета.
В 1957—1988 годах работала в Башкирской филармонии.
Одновременно с 1971 года преподавала в Уфимском институте искусств, с 1983 года заведовала кафедрой оперной подготовки, с 1995 года — кафедрой сольного пения.
Знаменательным фактом профессионального старта певицы стало её участие в «Декаде башкирской литературы и искусства» в Москве в 1955 году, в днях культуры БАССР в Ленинграде и Казани 1969 году. Она является участницей Дней литературы и искусства БАССР в Каракалпакской АССР в 1976 году. В составе труппы Башкирского театра оперы и балета гастролировала по СССР и за рубежом (Китай, Корея, Монголия, Финляндия, Чехословакия и др.).
В репертуаре камерно-вокальные произведения зарубежных, русских, башкирских композиторов, образцы башкирского традиционного народно-песенного творчества.
Исполняла оперные партии: Марфа, Снегурочка («Царская невеста», одноименное произведение Н.Римского-Корсакова) и другие.
Ею опубликовано более 10 научных и учебно-методических работ, в том числе работы по истории башкирского вокального исполнительского искусства.
Среди ее учеников — ведущие солисты Башкирского театра оперы и балета Р. Ш. Азнакаева, С. Р. Аргинбаева, Ф. З. Салихов, А. С. Хамоалеева, народный артист Чеченской Республики Р. Х. Асадуллин, заслуженные артисты Республики Башкортостан Л. А. Гареева и Р. Я. Идрисова, заслуженный артист БАССР Г. С. Захарова.
Скончалась Раиса Галимуллина 6 сентября 2000 года и похоронена в Уфе.

## Память
Установлена мемориальная доска в память о выдающейся певице и педагоге на доме № 83 по улице Карла Маркса, где она жила многие годы.